# Hilarographa tasekia
Hilarographa tasekia is een vlinder uit de familie bladrollers (Tortricidae). De wetenschappelijke naam van de soort is voor het eerst geldig gepubliceerd in 2009 door Józef Razowski.

## Type
- holotype: "male. XI.XII.1993. MNS Belum Exped. leg. K.R. Tuck. genitalia slide no. 31833"
- instituut: BMNH. Londen, Engeland
- typelocatie: "W Malaysia, Perak, Tasek, Temenggor, Sungei Halong"